# Robert Lavergne (peintre)
Pour les articles homonymes, voir Robert Lavergne et Lavergne.
Robert Lavergne, né le 1er septembre 1920 à Villotran (Oise) et mort le 12 janvier 2013 à Narbonne (Aude), est un peintre post-impressionniste français et graphologue de métier appartenant au Groupement des graphologues conseils de France (GGCF)

## Biographie
Robert Lavergne est le fils cadet de Bernard Lavergne et de Magdeleine Lavergne née Mellon, une amie de Mary Cassatt. Très jeune, il montre un goût pour la peinture, à 14 ans il est admis aux Ateliers d'art sacré de Georges Desvallières et de Maurice Denis à Paris, atelier qu’il fréquenta jusqu’en mai 1940. C'est à cette époque qu'il découvrit les impressionnistes (et en particulier la collection Camondo du Louvre) et qu'il adhéra au mouvement du post-impressionnisme.
En septembre 1940, il quitta la France pour l’Algérie, fit durant la traversée la connaissance d’Albert Marquet, devenu un ami de  la famille et étudia à l'Académie des Beaux-Arts d’Alger. En novembre 1942, mobilisé aux Chantiers de la Jeunesse, puis incorporé dans l’armée régulière d’Afrique, il participe en avril 1943 à la campagne de Tunisie, mais rejoint le 19 mai 1943 les unités gaullistes au 1er régiment de marche de spahis marocains (1er RMSM) de la 2e Division des Français Libres, régiment qui deviendra celui de reconnaissance de la 2e division blindée (2°DB). Il participa à la campagne de Normandie, à la libération de Paris et à la bataille des Vosges où il fut blessé, le 31 octobre 1944, lors de l’attaque de Baccarat. 
Après la fin de la guerre et de retour à Paris, il fréquenta divers ateliers : l’atelier Raspail, l’atelier d’André Lhote, l’atelier de François Desnoyer et celui de l’Académie de la Grande Chaumière.
À Paris, il a exposé année après année dans plusieurs salons prestigieux, à partir de 1947 au Salon d'automne, dès 1953 au salon des jeunes peintres renommé le salon de la Jeune Peinture, en 1956 au salon des artistes français ainsi qu’au salon des indépendants dont il a été l’un des membres permanents.
Sa première exposition fut au Nombre d’or à Alger en 1948 chez Stiebel, la suivante à la galerie Douai, puis à Paris en 1950 à la galerie Berreiro-Stiebel.
Entre 1950 et 1954, il obtint des bourses de la Maison Descartes d'Amsterdam et des gouvernements néerlandais et belge.
Plusieurs galeries parisiennes l'ont exposé : en 1956 à la galerie Bénézit, en 1958 la galerie de la Bouquinerie de l'Institut, en 1961 à l’Institut néerlandais de Paris lors d’une exposition consacrée aux peintres français en Hollande et aux boursiers de la Maison Descartes.  
Toujours à Paris dans l’une des plus connues, la galerie O. Bosc de Paul Pétridès, l'agent exclusif d'Utrillo, dirigée par Madame Pétridès qui exposa et suivi sa peinture de 1964 jusqu'à sa fermeture en 1975.
A été aussi présenté dans de nombreuses galeries à l'étranger (Algérie, Autriche, Belgique et aux U.S.A)
Aux États-Unis, Robert Lavergne a exposé dans plusieurs galeries, de 1988 à 1991 à la galerie Lillian Schon Small Fine Arts à la Nouvelle Orléans, puis de 1992 à 1997 à la galerie Michael de Beverly Hills à Los Angeles, l'une des galeries les plus importantes de la côte ouest en ce qui concerne l'art français et en 2000 à la Galerie Sonnet à Sarasota en Floride. Depuis 1999, ses toiles sont exposées à la Galerie Chrysalis de South Hampton dans l’état de New York.
Ces dernières années, de 1987 à 2011, il vécut dans la maison familiale à Montredon-Labessonnié (Tarn) où il avait un bel atelier lumineux. Il rayonnait dans toute la région, par tous les temps, à la recherche sur le motif d’un paysage de neige, de champs de blé, d’arbres et de chapelles et a terminé ses jours au bord de la mer dans son atelier de Port-la-Nouvelle (Aude).
En 1999, fut inscrit dans la nouvelle édition du Bénézit qui le définit comme un peintre postimpressionniste de paysages et de natures mortes.
Robert Lavergne a été sélectionné trois fois pour chacun des prix Fénéon et Othon Friesz.
Son travail peut être aussi consulté dans les collections d'importants musées de France tels que le musée des beaux-arts de Reims, le musée Toulouse-Lautrec d’Albi et le musée départemental de l'Oise à Beauvais.

## Expositions

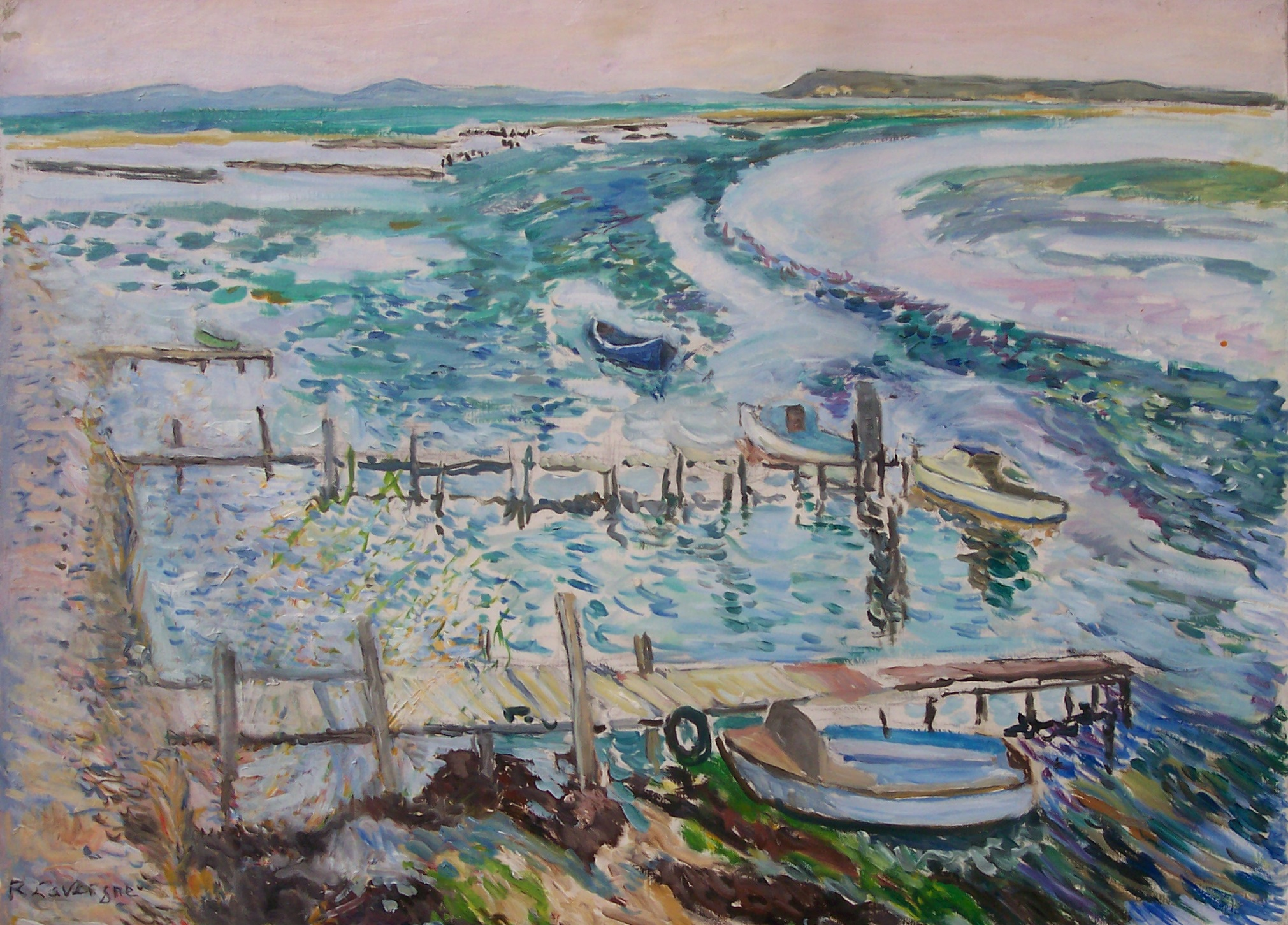
Étang de la Berre près de Port La Nouvelle.

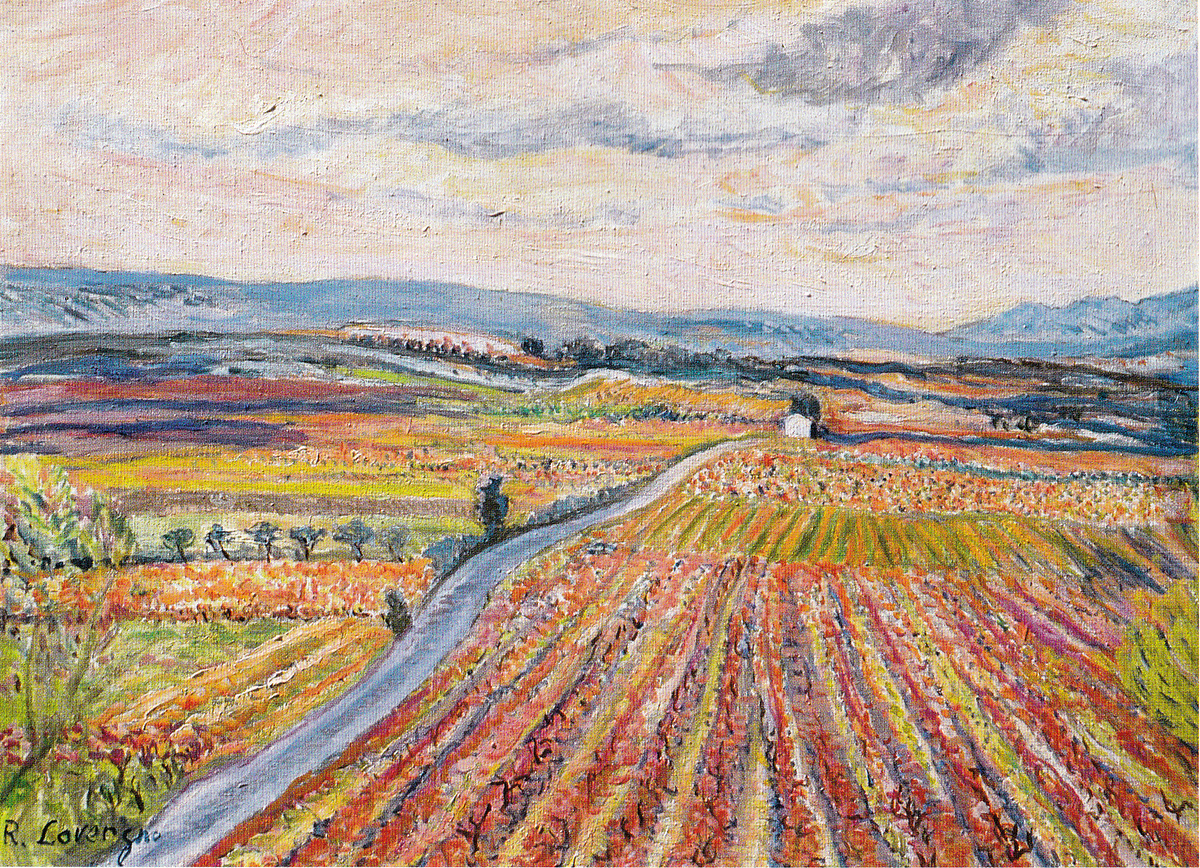
Paysage de l'Aude.

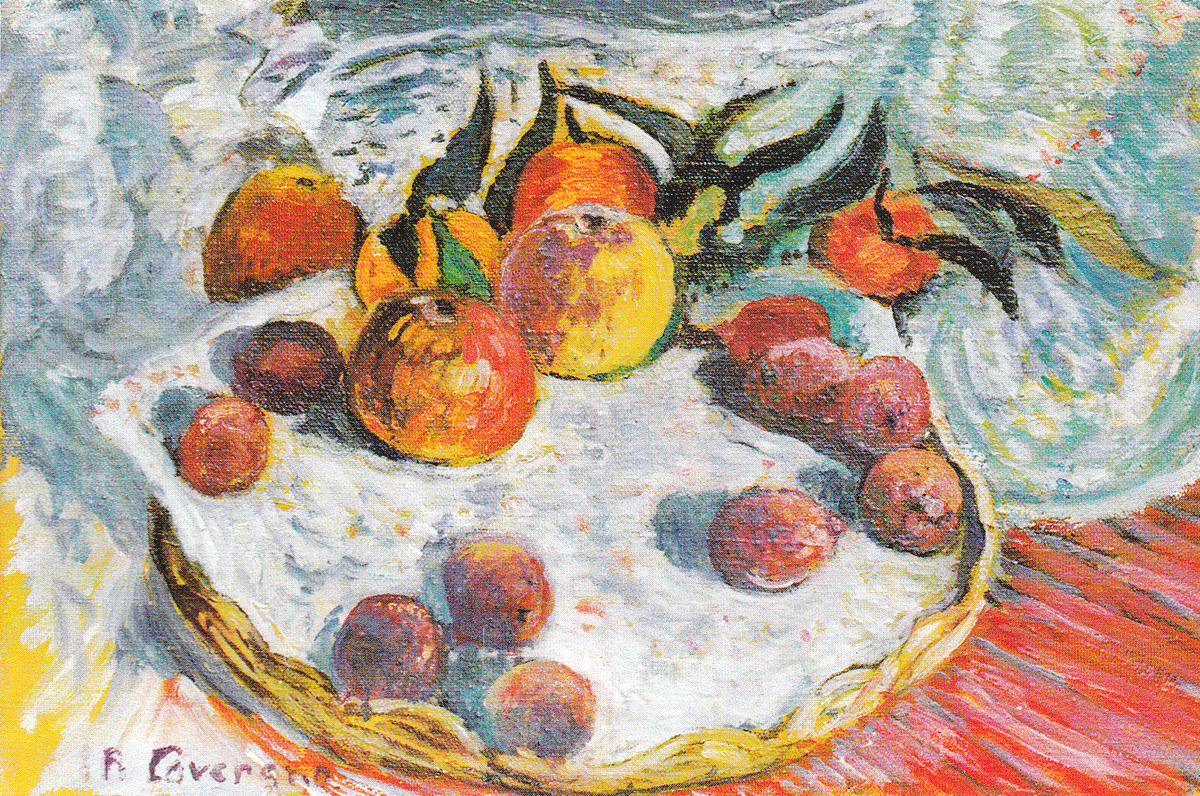
Corbeille de fruits peinture.

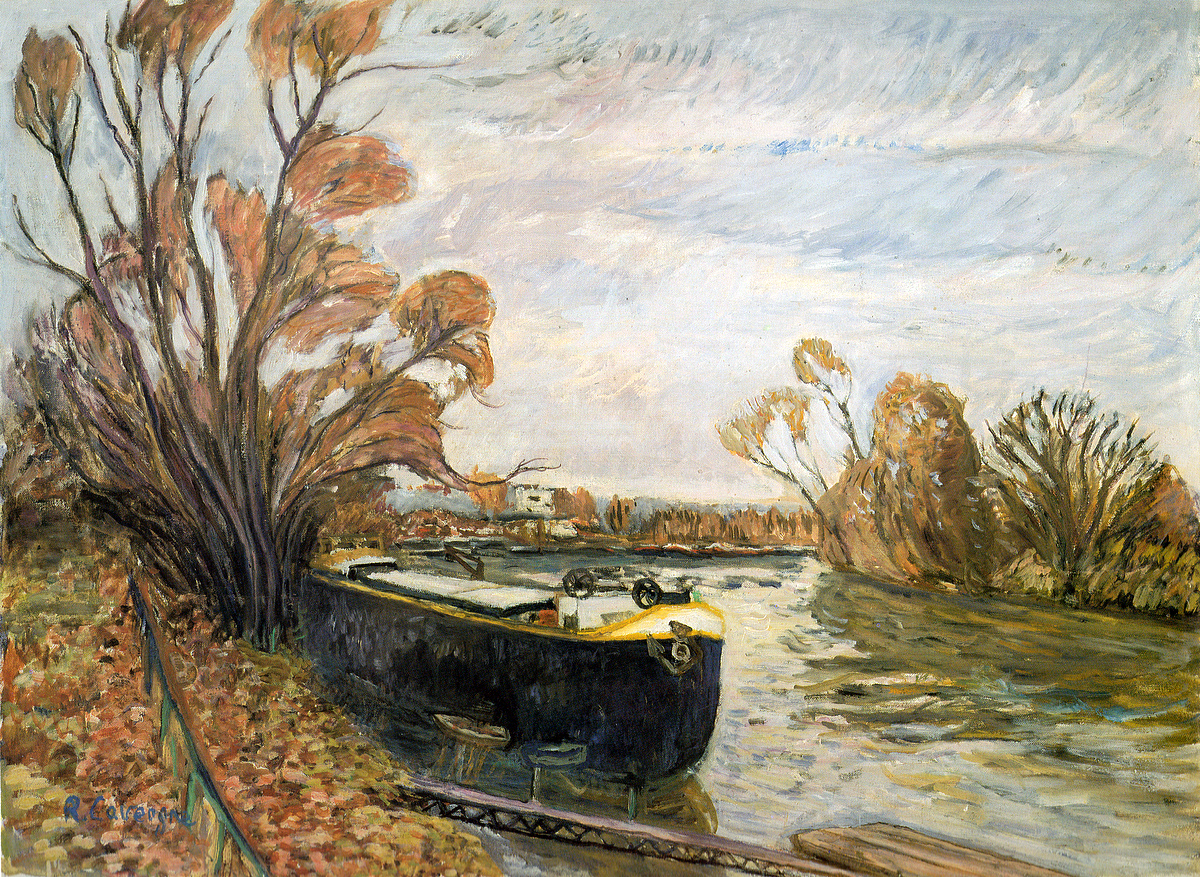
La Seine en automne

- Expositions personnelles en France et à l’étranger

2000 Galerie Sonnet à Sarasota (Floride – U.S.A)
1999/à ce jour  Galerie Chrysalis à Southampton (New York – U.S.A)
1994/95 Hôtel de Ville à Port La Nouvelle
1994 Club de Bridge à Castres
1991/96 Galerie Michael à Beverly Hills – Los Angeles  (Californie – U.S.A)
1992 Cabinet Martin à Saint-Germain-en-Laye
1991 Consulat Français et le Lycée Français de Los Angeles (Californie – U.S.A)
1989/94  Galerie Robert Martin-Ishihara Castanier à Paris
1987/91 Galerie Lillian Schon Small Fine Arts à La Nouvelle-Orléans (Louisiane – U.S.A)
1985/87 Galerie Racines à Bruxelles (Bruxelles-Capitale – Belgique)
1985 Park Hôtel Montparnasse à Paris
1975 Centre Culturel Toulouse-Midi-Pyrénées à Paris
1974/75 La Galerie rue Saint-André-des-Arts à Paris
1967 Salon à l’hôtel Atlantic à Nice
1966 Le Plazza à Nice
1964/75 Galerie O. Bosc à Paris
1961 Dunbarton-Galleries à Boston (Massachusetts – U.S.A)
1958 Galerie de la Bouquinerie de l'Institut
1957 Exposition à Groningue (Groningue – Pays-Bas)
1956 Galerie Bénézit à Paris
1950 Galerie Stiebel-Barreiro à Paris
1949 Galerie Douai (Alger – Algérie)
1948 Galerie Stiebel au Nombre d’Or à Alger (Algérie)
- Expositions de groupes en France et à l’étranger

1986 Maison des Arts à Saint-Germain-en-Laye
1983 Aéroport d'Orly
1964/75 Galerie O. Bosc – Mme Pétridès à Paris
1966 Syndicat d'initiative de Beauvais
1963 Galerie Agora à Paris
1961 Institut néerlandais à Paris
1960 Groupe du Hallier à Pau
1957 Galerie à Vienne (Autriche)
- Salons à Paris

1974 Société des artistes français (mention honorable)
1956 Salon des Indépendants et aux Artistes Français
1953/60 Salon des jeunes peintres
1947/93 Salon d'automne (9 toiles)
1947/84 Salon International des Beaux-Arts
- Les Musées de France

2000 Musée départemental de l'Oise à Beauvais 
1998 Musée Toulouse-Lautrec d’Albi
1998 Musée des beaux-arts de Reims
- Bourses d’études à l’étranger

1954 Séjour de plusieurs mois à Zeebrugge, Latem Saint-Martin, Anseremme près de Dinant,
Namur en Wallonie et Liège (Belgique)
1951 Séjour de plusieurs mois à Rotterdam / Dorrecht (Hollande Méridionale – Zélande – Pays-Bas)
1950 Séjour de plusieurs mois à la Maison Descartes d’Amsterdam (Hollande Septentrionale – Pays-Bas)